# Galería Belvedere
La Galería Belvedere (en alemán: Österreichische Galerie Belvedere) o simplemente Belvedere es un importante museo de arte situado en el Palacio Belvedere en Viena, Austria. Su colección, incluye obras maestras que van desde la Edad Media y el Barroco, hasta el siglo XXI, aunque está enfocado principalmente en pintores austríacos de fin de siècle y del modernismo (Jugendstil), incluyendo obras de Gustav Klimt, Egon Schiele, Oskar Kokoschka y Max Oppenheimer.

## Historia
Inicialmente fue abierta en el año 1903 con el nombre de Moderne Galerie, instalada de forma provisional en el palacio del  Belvedere de Abajo con una tendencia artística vienesa contemporánea, a instancias de los artistas de la Secesión de Viena, entre ellos el pintor Carl Moll. A partir de 1921 recibió su actual denominación de Österreichische Galerie Belvedere .

## Cuadros
Estas son algunas de las obras más conocidas que se pueden encontrar a lo largo de las salas de la Galería Belvedere. Una de las más famosas es, sin duda, la obra El beso de Gustav Klimt, que fue adquirida en 1908. 

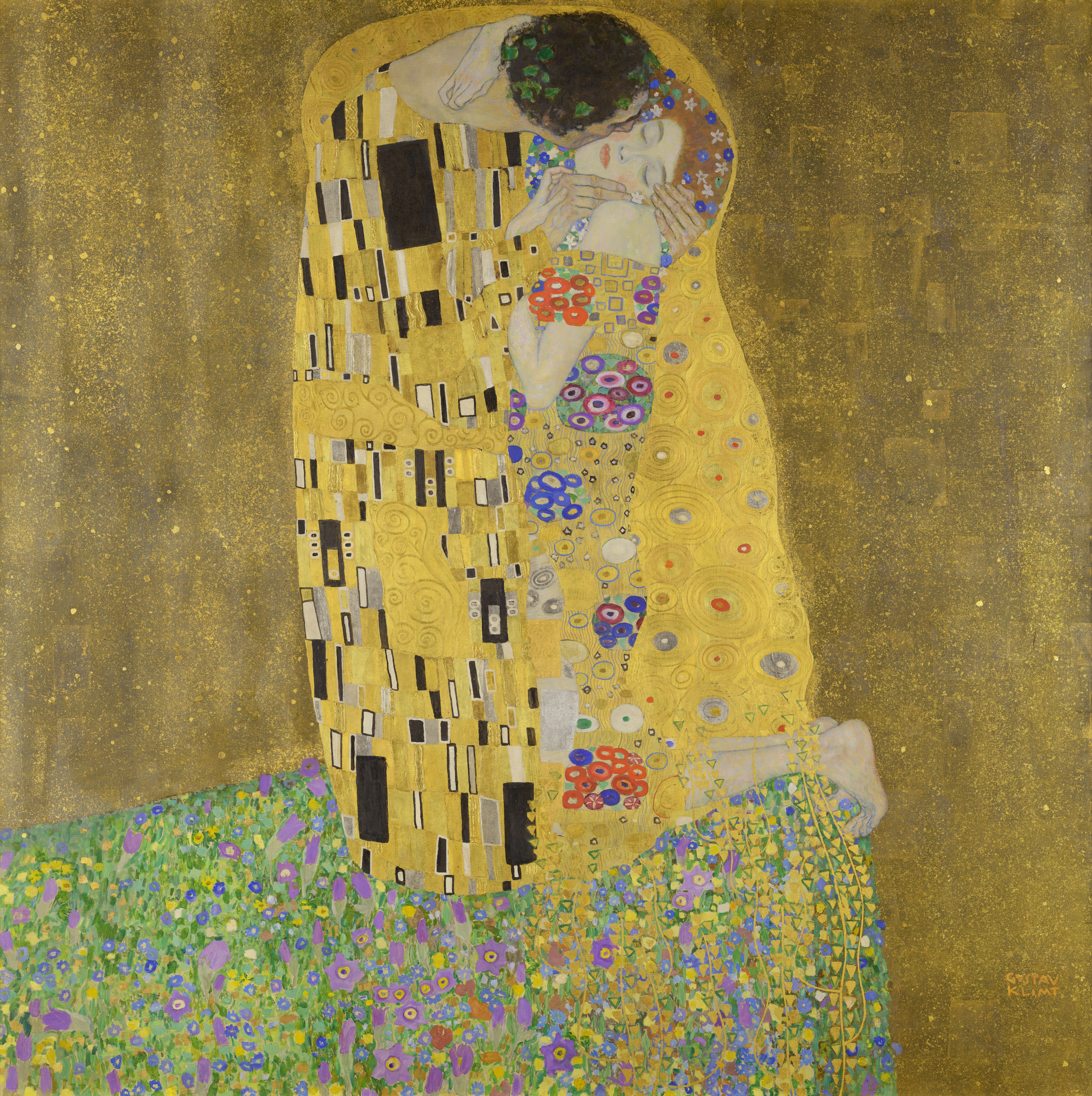
Gustav Klimt: El beso (1907-1908)
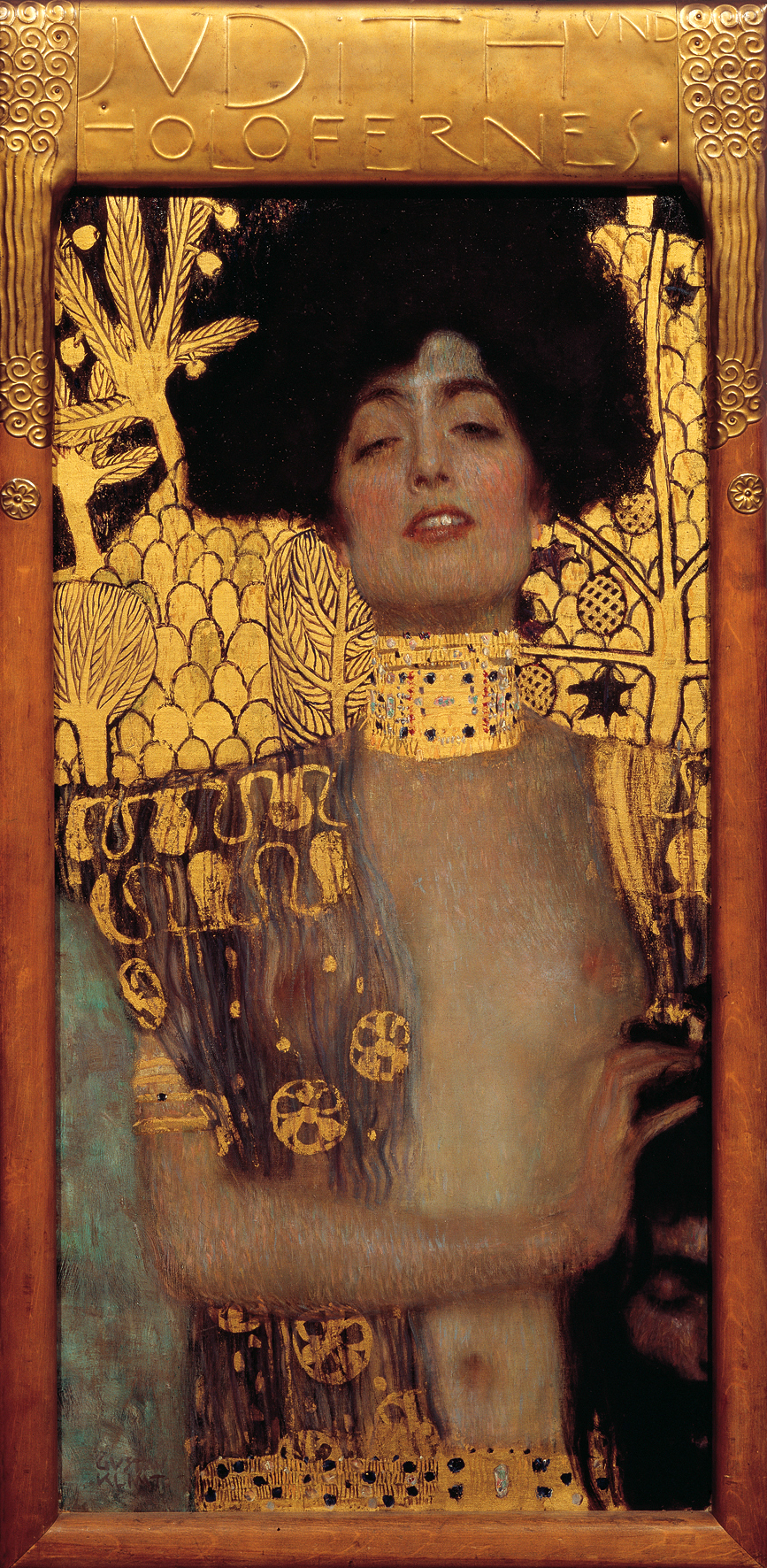
Gustav Klimt: Judit I (1901)
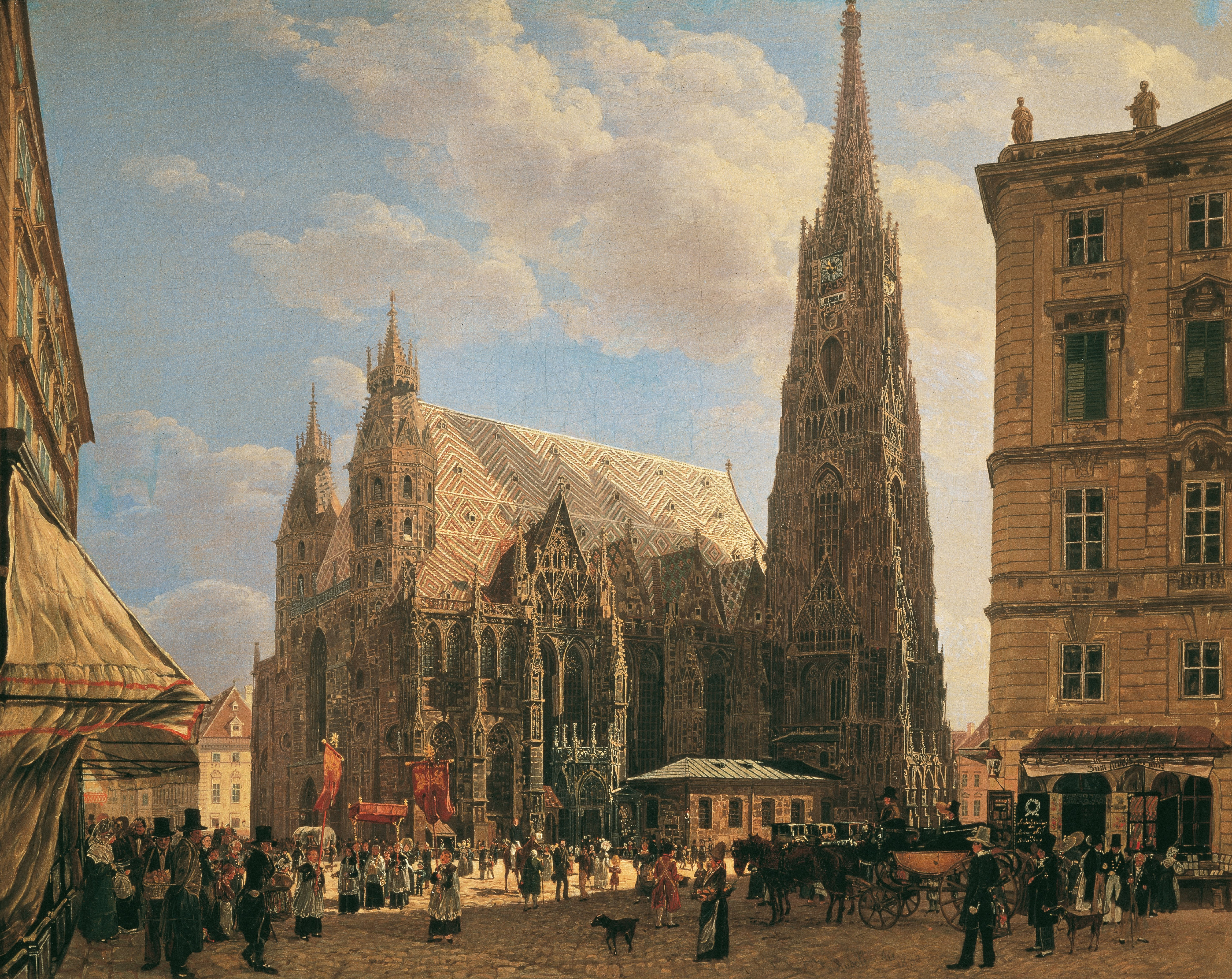
Rudolf von Alt: Catedral de San Esteban, 1832 (1832)
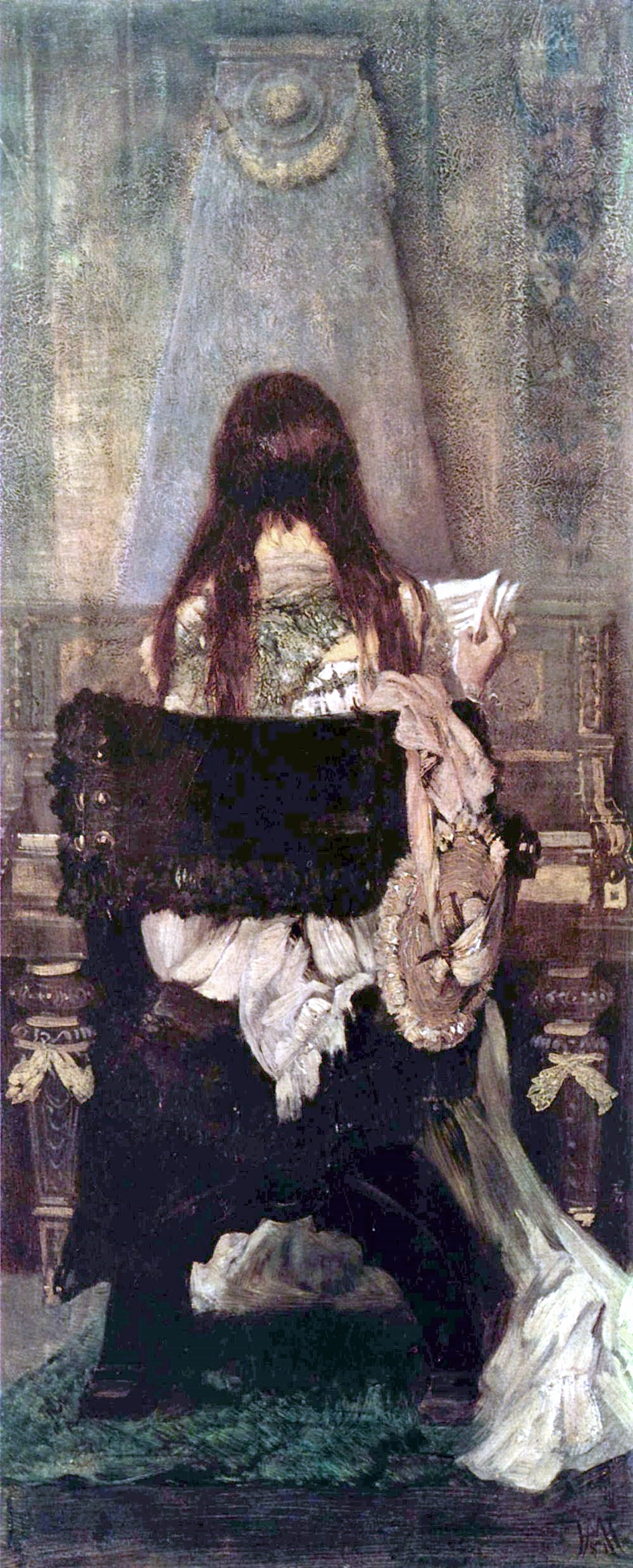
Hans Makart: Dama a la espineta (1871)
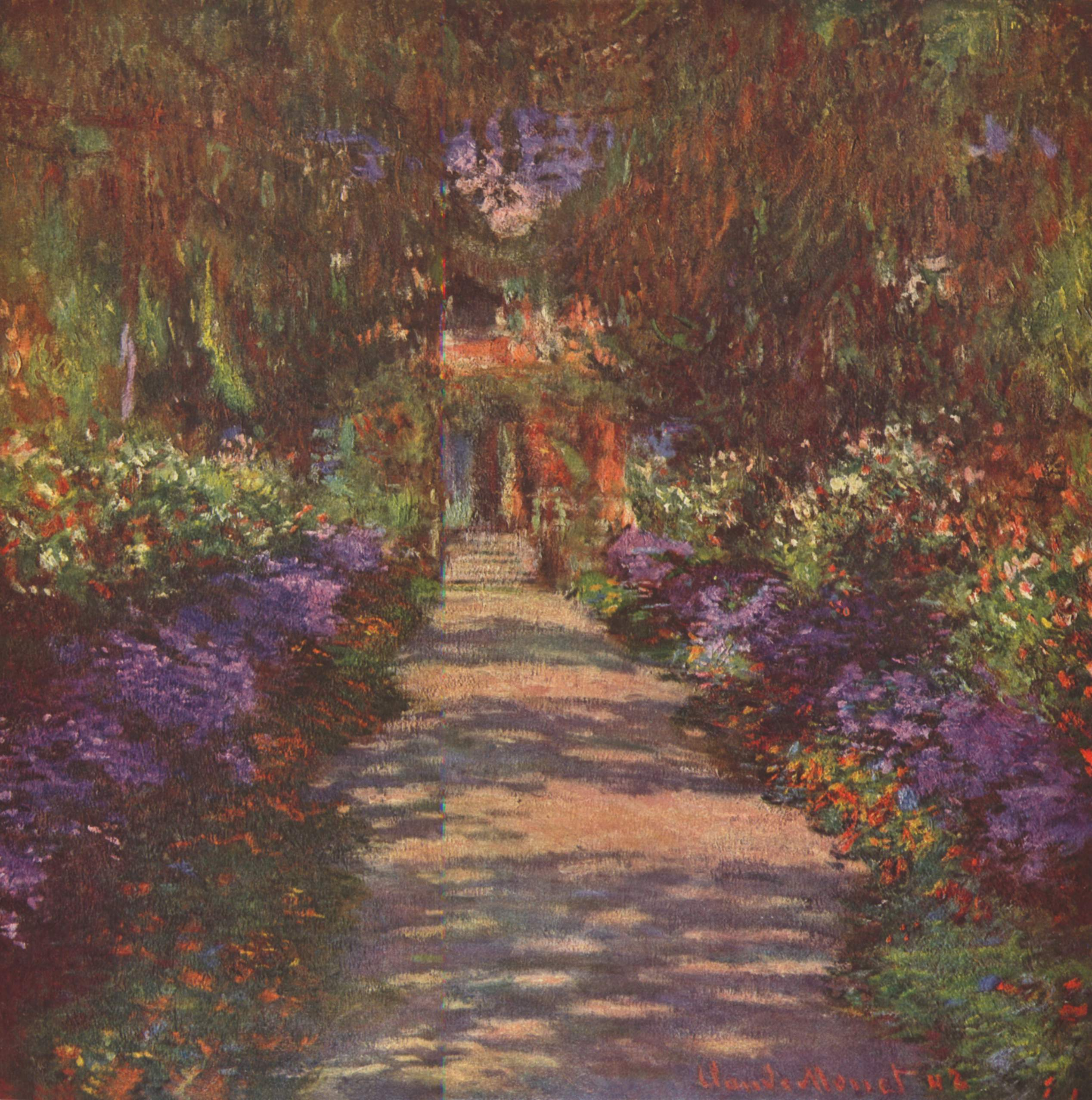
Claude Monet: Sendero en el jardín (1902)
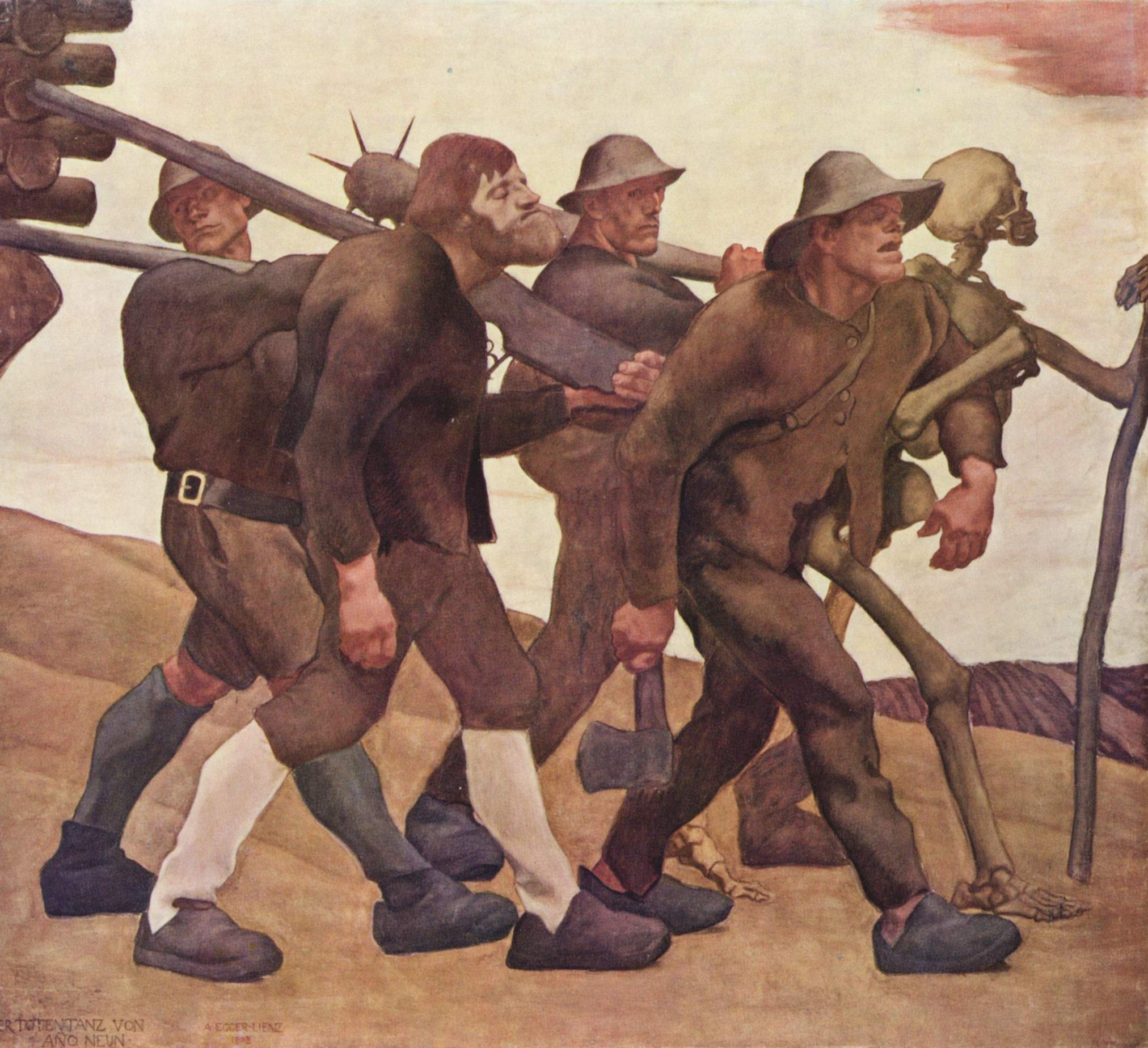
Albin Egger-Lienz: La danza de la muerte de año nuevo (1906-1908)
Egon Schiele, Autorretrato con la cabeza baja (1912)
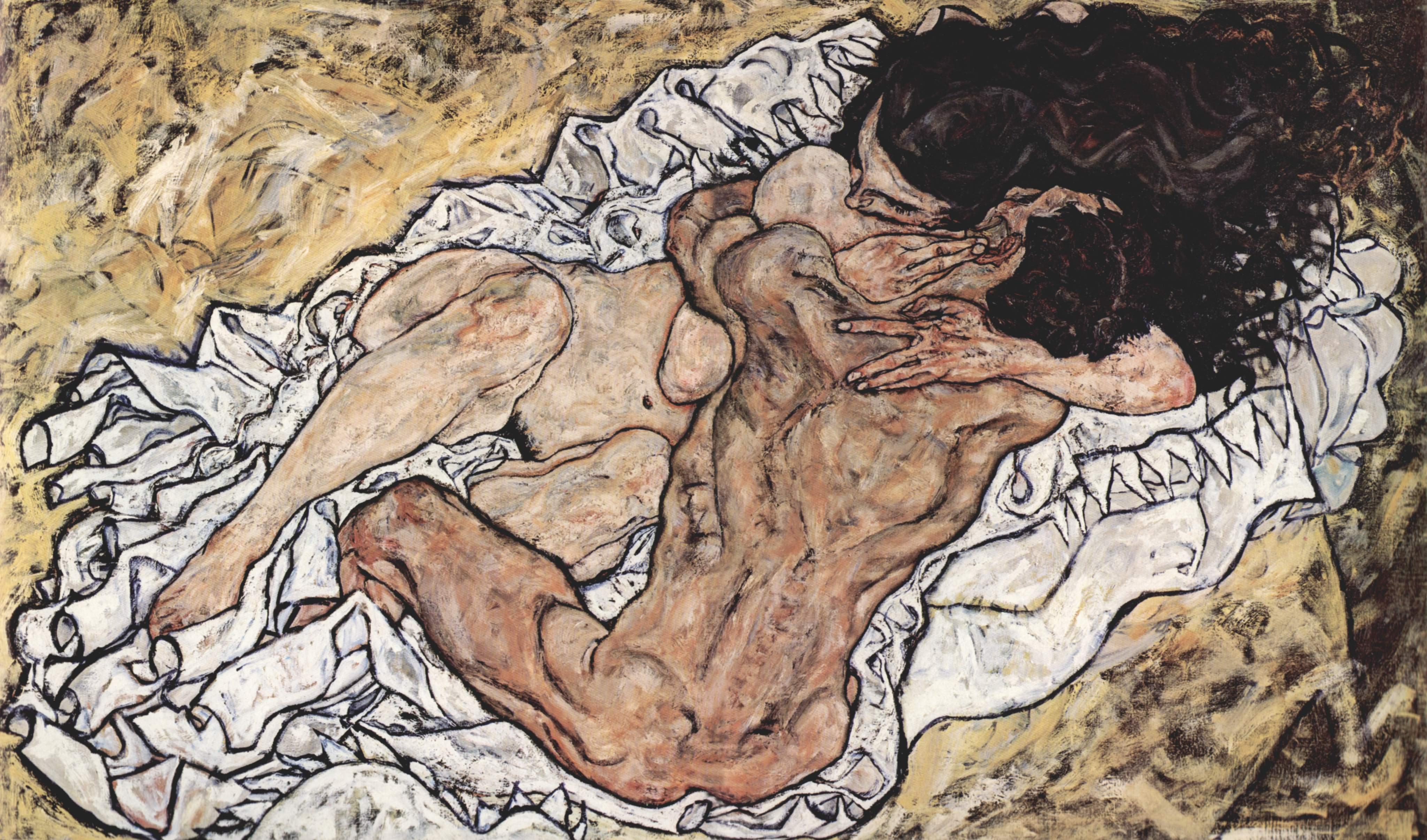
Egon Schiele, El abrazo (1917)

## Esculturas
Estas son algunas de las esculturas más conocidas que se pueden encontrar a lo largo de las salas de la Galería Belvedere. Las más famosas son, sin duda, los retratos de expresión del escultor Franz Xaver Messerschmidt. 

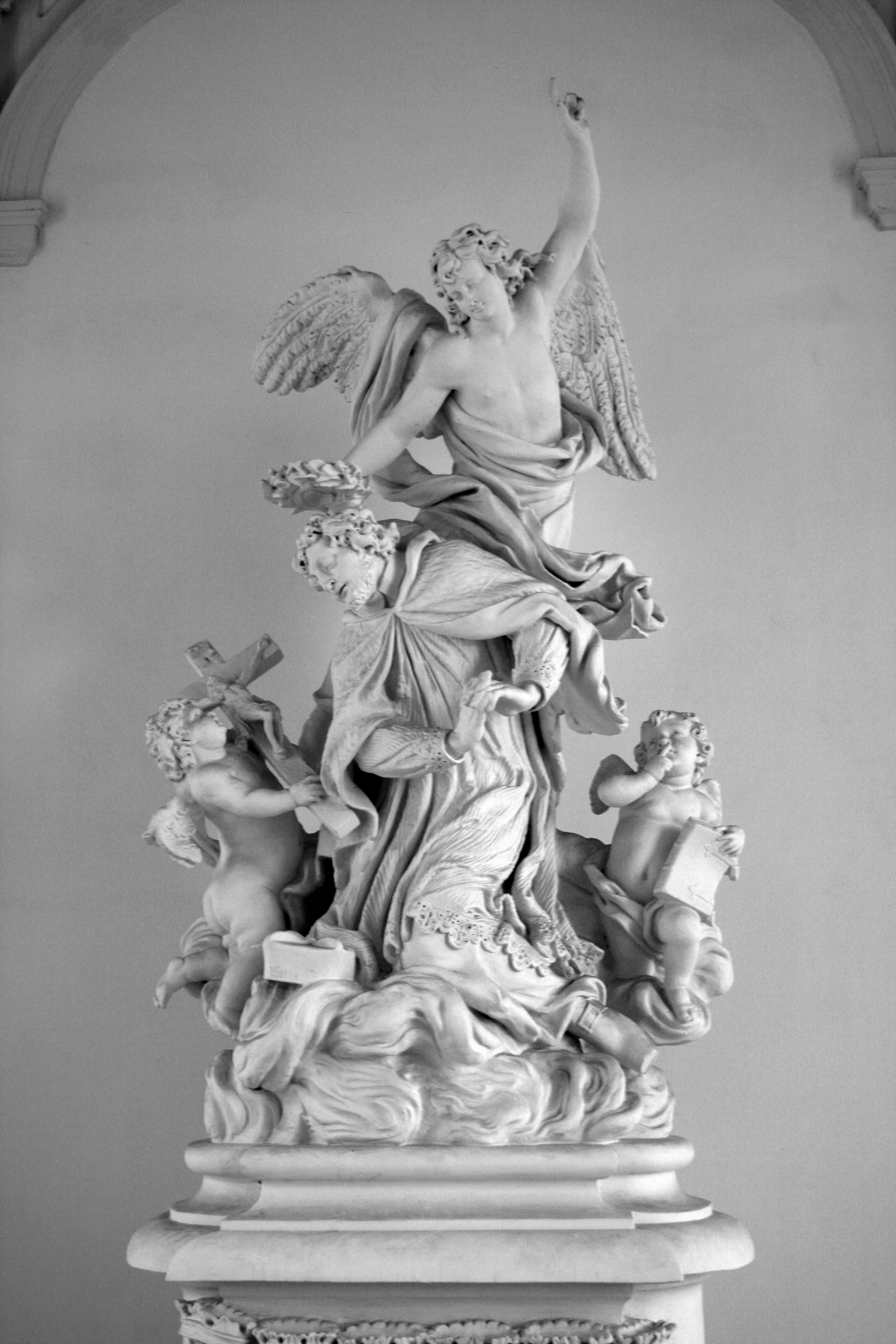
Escultura religiosa del Barroco, Johann Jacob Schoy: Apotheose des hl. Johannes von Nepomuk (1724)
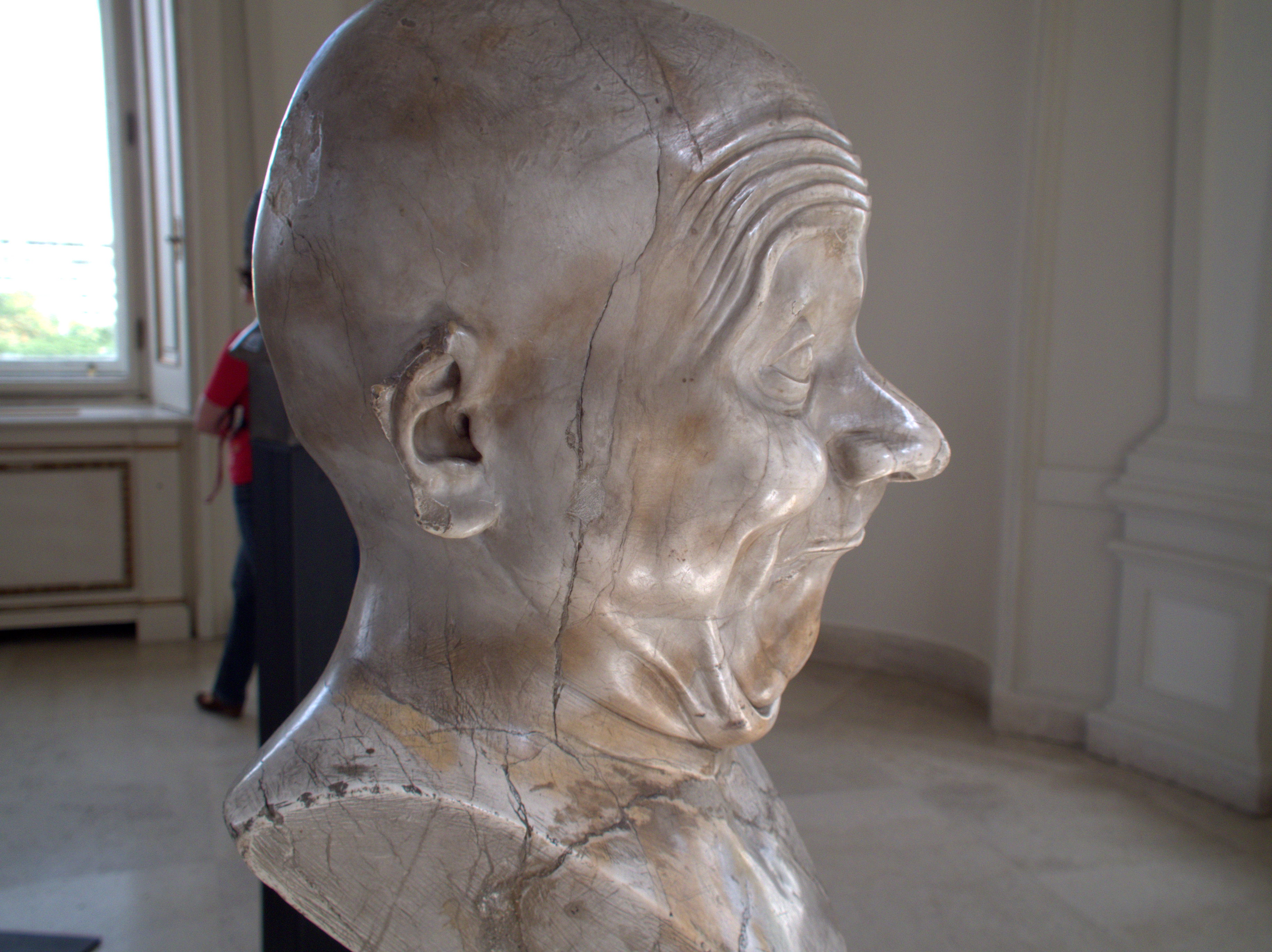
F. X. Messerschmidt: Charakterkopf (17--)
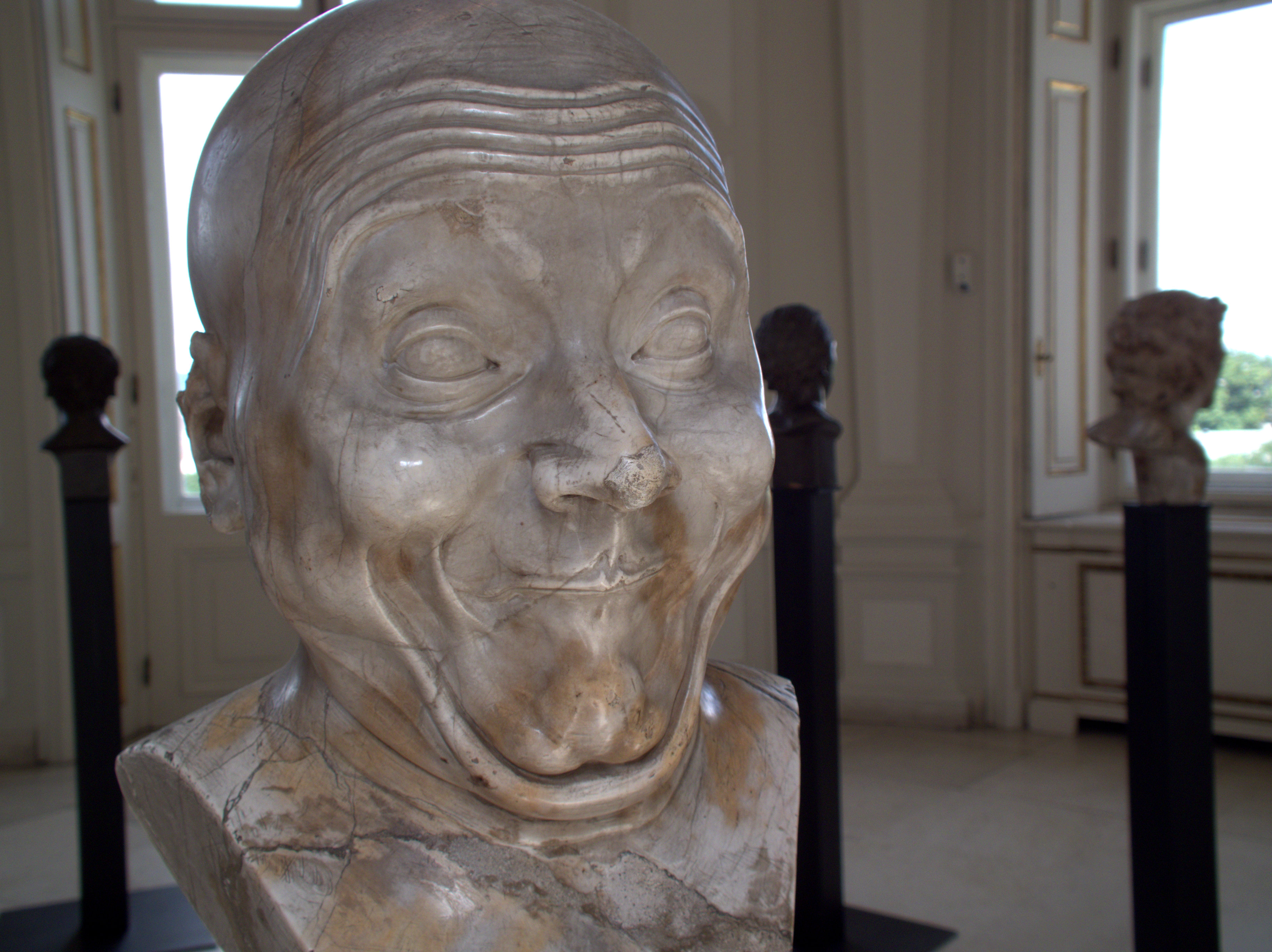
F. X. Messerschmidt: Charakterkopf (17--)
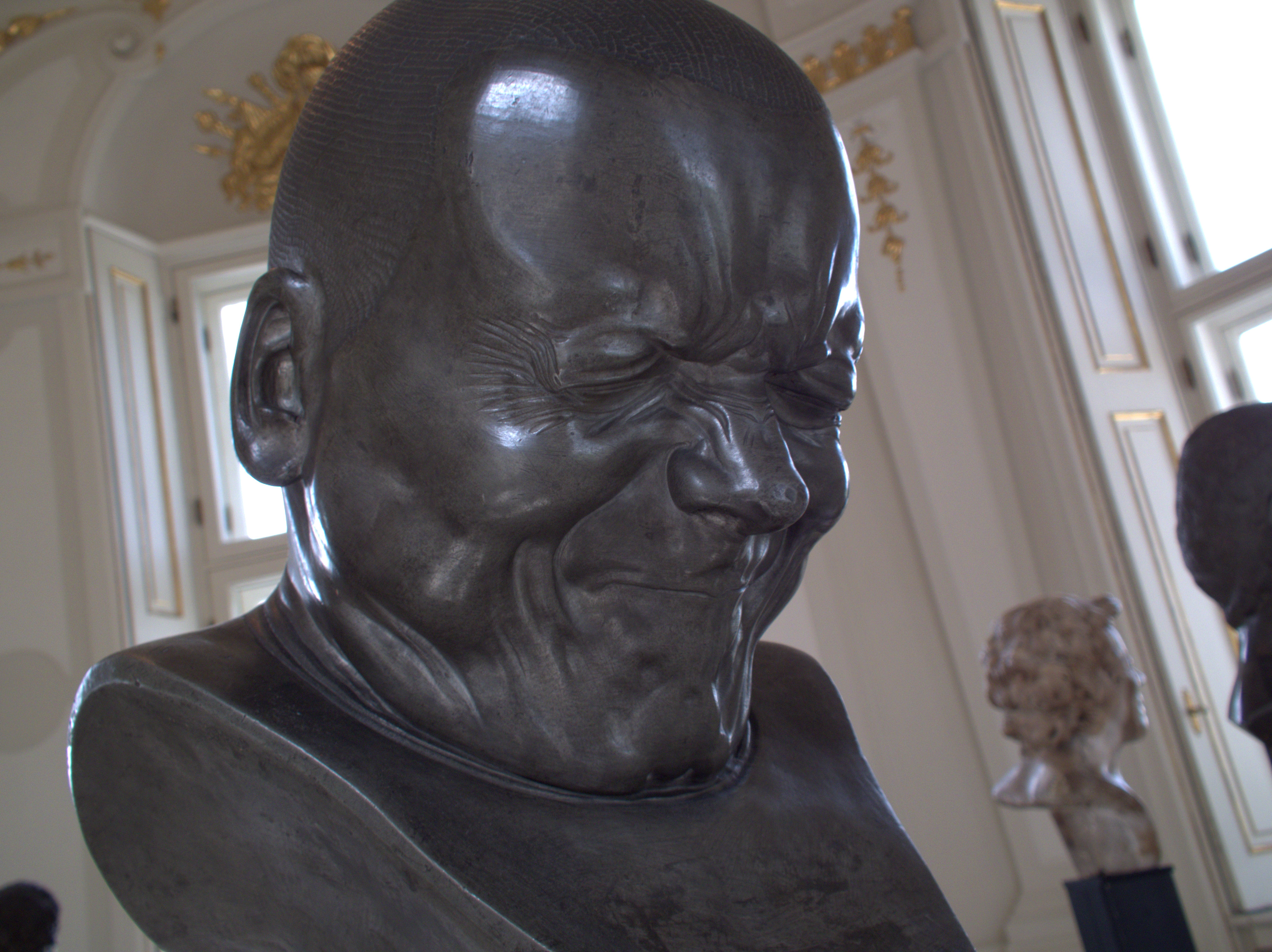
F. X. Messerschmidt: Charakterkopf (17--)
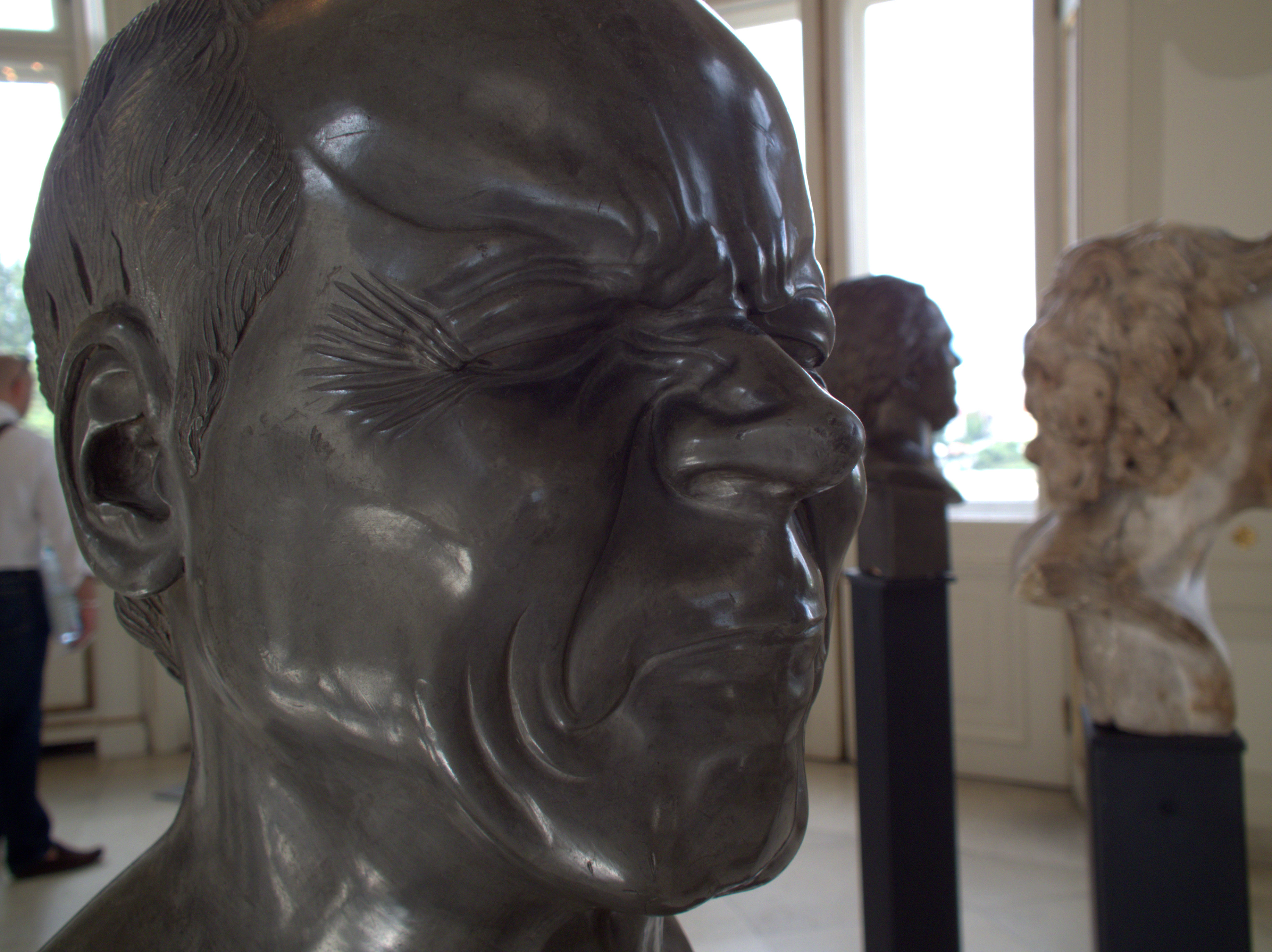
F. X. Messerschmidt: Charakterkopf (17--)
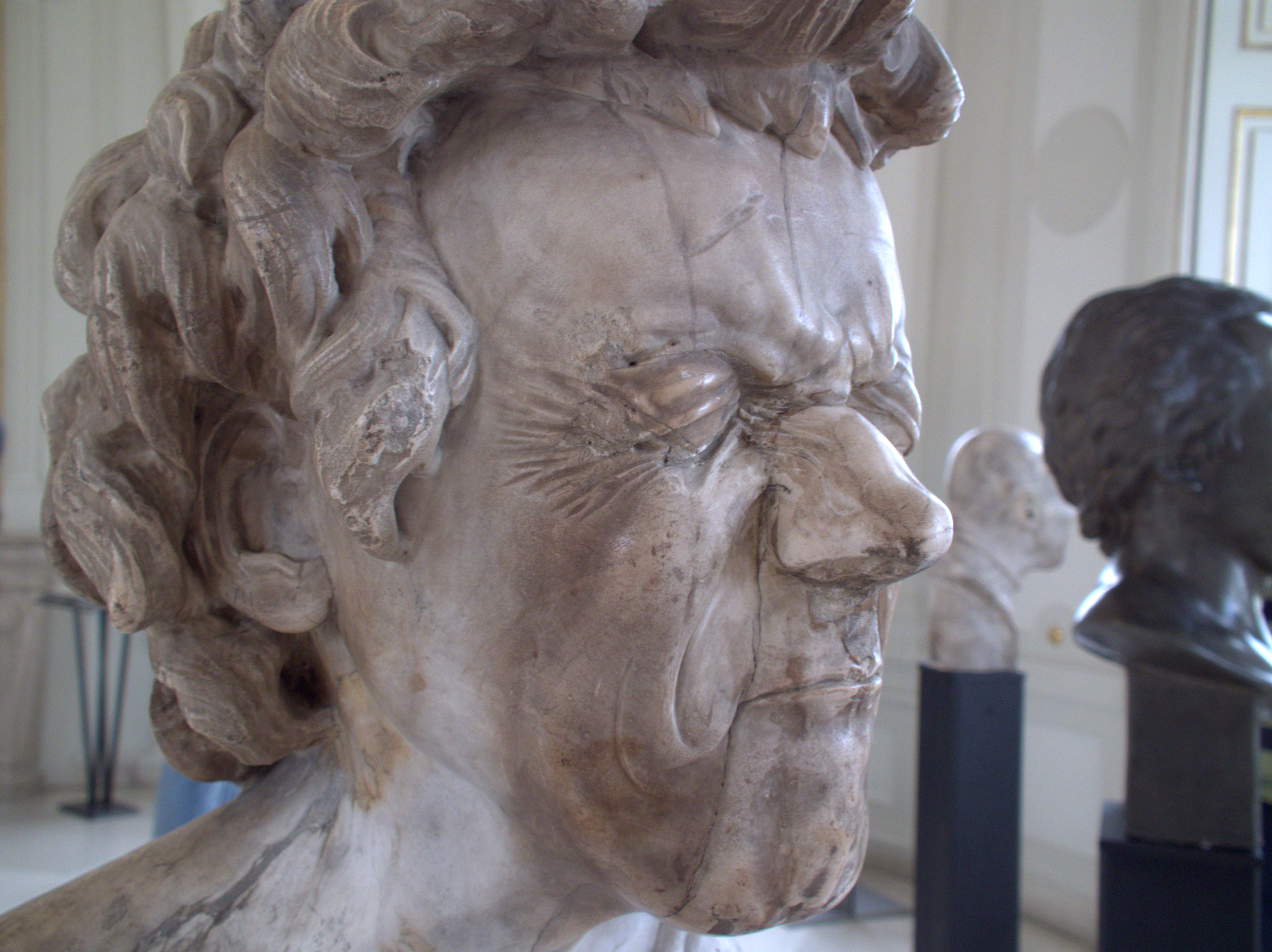
F. X. Messerschmidt: Charakterkopf (17--)
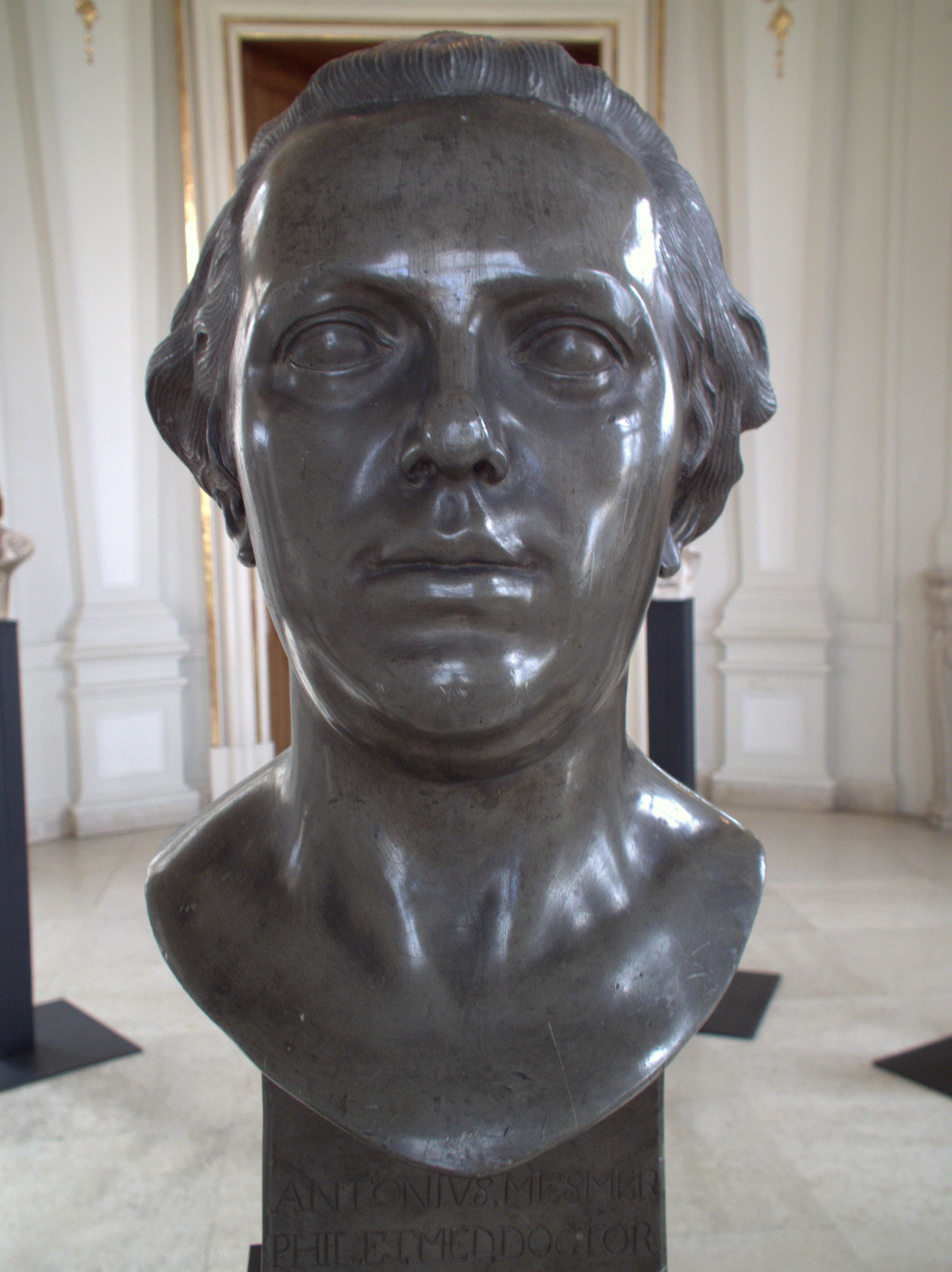
F. X. Messerschmidt: Charakterkopf (17--)